# Ланна
Ланна — селище в Україні, у Ланнівській сільській громаді Полтавського району Полтавської області. Населення становить 1754 осіб станом на 2024 рік. Орган місцевого самоврядування — Ланнівська сільська рада.

## Географія
Селище Ланна розташовується на правій стороні балки Кума по якій протікає пересихаючий струмок з великими загатами. На протилежному боці балки розташоване село Куми. Поруч проходить залізниця, станції Котлярівка та Ланна (за 1 км від села).

## Історія
12 червня 2020 року, відповідно до розпорядження Кабінету Міністрів України № 721-р «Про визначення адміністративних центрів та затвердження територій територіальних громад Полтавської області», село увійшло до складу Ланнівської сільської громади.
19 липня 2020 року, в результаті адміністративно - територіальної реформи та ліквідації Карлівського району, село увійшло до складу новоутвореного Полтавського району Полтавської області.

## Економіка
- «ПП Ланнівський цукровий завод»
- «ПП Ланна-Агро»
- ТОВ Ланнівський МТС

## Об'єкти соціальної сфери
- Школа.
- Будинок культури.
- Лікарня
- Бібліотека
- Спортзал

## Персоналії
- Коновод Юрій Миколайович (1964—2019) — молодший сержант Збройних сил України, учасник російсько-української війни.